# Michel Lanskoy
Pour les articles homonymes, voir Lanskoy.
Michel Lanskoy est un pongiste international français.  Il a remporté à cinq reprises le titre de champion de France en double messieurs, et à trois reprises la médaille de bronze par équipe lors des championnats du monde de tennis de table.

## Palmarès
- Champion de France en double en 1950, 1951, 1953, 1956 et 1958[1]
- Finaliste du championnat de France en simple en 1951 et 1953[2]
- Finaliste des Internationaux de Hollande en 1949 et demi-finaliste en Angleterre[3]
- Médaille de bronze par équipe lors des championnats du monde en 1947, 1950 et 1953[4],[5]